# National Polar-orbiting Operational Environmental Satellite System

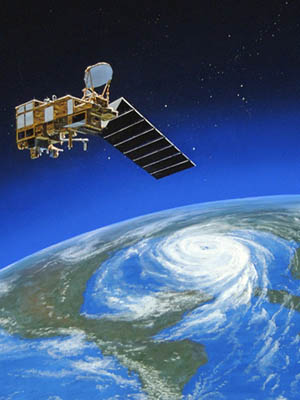
Künstlerische Darstellung eines geplanten NPOESS-Satelliten im Weltraum

Das National Polar-orbiting Operational Environmental Satellite System (NPOESS, deutsch etwa Nationales, polarumkreisend betriebenes, Umweltsatellitensystem) ist ein gescheitertes US-amerikanisches Raumfahrtprojekt. Es sah vor, beginnend mit einem Start des Satelliten „C1“ oder „Charlie 1“ im Jahr 2013 eine Konstellation von Umweltsatelliten aufzubauen. Die Satelliten sollten das Wetter, die Erdatmosphäre, die Ozeane und die Landflächen überwachen.

## Planung
NPOESS sollte vom Office of Satellite and Product Operation (OSPO) des National Environmental Satellite, Data, and Information Service (NESDIS) der National Oceanic and Atmospheric Administration (NOAA) von der NOAA Satellite Operations Facility (NSOF) in Suitland aus betrieben werden. Es sollte einerseits die DMSP-Satelliten des US-Verteidigungsministeriums wie auch die POES-Satelliten der NOAA ersetzen. Das NPOESS Preparatory Project (NPP) wurde als Prototypmission durchgeführt und fünf Jahre nach dem eigentlich geplanten Start am 28. Oktober 2011 ins All gestartet.
Northrop Grumman Aerospace Systems (NGAS) war der primäre Systemintegrator des NPOESS-Projekts. Raytheon, Ball Aerospace & Technologies und Boeing entwickelten die Sensoren; dabei kam es zu Verzögerungen und Kostenüberschreitungen. Das Weiße Haus kündigte daraufhin am 1. Februar 2010 an, dass die NPOESS-Partnerschaft aufgelöst werde und stattdessen zwei Satellitenreihen in polaren Umlaufbahnen für jeweils militärische und zivile Zwecke gestartet werden sollen:
- Für die zivilen Zwecke der NOAA und NASA wird das Joint Polar Satellite System (JPSS) aufgebaut. Ein erster Satellit – JPSS-1 – startete am 18. November 2017.[4]

- Das neue militärische System läuft unter der Bezeichnung Defense Weather Satellite System (DWSS).[5]